# Zahrtmanns Gård
Zahrtmanns Gård (kaldet Kringlegården) er en bygning placeret i Sct. Mogens Gade 26 i Viborg. Bygningen er opført i 1788 af konsumptionsforstander/toldforvalter Jens Halt (1751-1816). Kringlegaarden har sit kælenavn efter den berømte kringle der hænger på facaden. Under den har forfatteren Peter Seeberg skrevet verset. "Bageren er desværre død – så nu bager han ej brød".
Provst Henrik Christian Zahrtmann boede fra 1791 til 1826 i bygningen som forblev i familiens eje frem til 1884 hvor den sidste af Zahrtmanns fire ugifte døtre døde. Derefter købte Viborg Kommune ejendommen. 
Kringlen blev i juni 2009 stjålet fra bygningen, og efter en pengeindsamling kunne bådebygger Svend Madsen fra Skals, med hjælp fra Norge, snitte en ny kringle der blev hængt op i december samme år. I dag fungerer Zahrtmanns Gård som en andelsboligforening med 10 boliger.